# 수지 쿼트로
수지 쿼트로(Suzi Quatro, 1950년 6월 3일 ~ )는 미국의 여성 싱어송라이터이자 베이스 기타 연주가 겸 영화배우이다.

## 생애

### 주요 이력
- 1964년 록 음악 밴드 〈The Pleasure Seekers〉의 베이시스트 겸 보컬리스트 첫 데뷔.
- 1969년 록 음악 밴드 〈Cradle〉의 베이시스트 겸 보컬리스트.
- 1974년 솔로 가수 데뷔.
- 1994년 영국 영화 《Absolutely fabulous: hospital》의 단역을 통하여 영화배우 데뷔.

## 유명세
그녀는 일반적으로 대한민국에서는 《Stumbling in》이라는 노래 작품이 히트한 가수로 널리 잘 알려져 있다.

## 같이 보기
- 크리스 노먼
- 그레이스 슬릭